# Elmar Bones
Elmar Bones da Costa (Cacequi, 1944) é um jornalista brasileiro.

## Carreira
Abandonou o curso de Jornalismo faltando apenas uma disciplina – taquigrafia –, indo trabalhar na equipe que montaria a revista Veja na capital paulista em 1968. Desde então exerceu as funções de repórter, editor e diretor nas redações de grandes veículos da mídia nacional, como Folha da Manhã, Coojornal, Gazeta Mercantil, O Estado de S. Paulo e IstoÉ.[carece de fontes?]
A partir de 1997 foi o editor-chefe dos álbuns História Ilustrada de Porto Alegre e História Ilustrada do Rio Grande do Sul, publicados em fascículos e encartados no jornal Zero Hora em 1997 e 1998, respectivamente.[carece de fontes?]
É diretor da JÁ Editores, responsável pela publicação do Jornal Já, Bom Fim/Moinhos e pela Revista JÁ.[carece de fontes?]
Entrevistas
- 2011: "Frente a Frente", TVE, Rio Grande do Sul[1]

## Obras

### Reportagem histórica
- A paz dos Farrapos (1995),
- Netto - O general que não aceitou a paz (1996),
- Luiz Rossetti – o editor sem rosto (1996),
- A História Ilustrada de Porto Alegre (1997)
- A cabeça de Gumercindo Saraiva (1997), (junto com Tabajara Ruas)
- A História Ilustrada do Rio Grande do Sul (1998)
- A espada de Floriano (2000)
- Os Pioneiros da Ecologia (2001) e
- O cardeal e o guarda-chuva (2003)